# Odaia Manolache, Galați
Odaia Manolache este un sat în comuna Vânători din județul Galați, Moldova, România.
Odaia Manolache (Odaia lui Manolache) este amintit într-un document din 8 septembrie 1675, ca făcând parte din Ocolul Mijlocului, satul numindu-se atunci Tomuzeni. O parte din teritoriul satului Odaia Manolache apare atestată chiar mai devreme, la 8 aprilie 1603 și anume prin satul Slobozia Movilei (se afla în partea de nord a satului actual), numit și Scândureni. 
Mai târziu la 15 octombrie 1688, o parte din moșie avea numele de Munteni, numit și Cinci Câini. în 1839 va fi denumit și Odaia Movilei, numită și Cinci Câini sau Muntenimea2. A fost în proximitatea satului Vînători. De altfel satul Cinci Câini, aflat pe atunci lângă Odaia Manolache de astăzi, a fost atestat și printr-un document de la 1 noiembrie 1683 . La 1864 Odaia Manolache apare ca sat component al comunei Tulucești din plasa Prutului.
Odaia Manolache este un sat la aproximativ 2 km de comuna Vânători.
Satul curpinde :
- o scoala generala,Scoala Nr.1 "Maria Grecu".

Director:Iuliana Călin
- o grădiniță,
- muzeul satului.

 Acest articol despre o localitate din județul Galați este deocamdată un ciot. Puteți ajuta Wikipedia prin completarea lui.